# Піонерський сквер (Хмельницький)
Піонерський сквер у місті Хмельницькому — меморіальний комплекс на честь воїнів-визволителів міста, або попросту — Вічний вогонь.
У 1925 році в Проскурові пройшов перший місячник по озелененню міста. Тоді на розі вулиць 25 Жовтня і Новобульварної (нині Проскурівської і Івана Франко) піонери-школяри заклали сквер, що одержав назву Піонерський. Після звільнення Проскурова від німецько-фашистських загарбників (25 березня 1944 р.) у цьому сквері з'явилися перші могили загиблих воїнів, переважно льотчиків. Через рік тут поховали екіпаж 36-го бомбардувального полку в складі лейтенанта Кузика, мол. лейтенанта Баніна і сержанта Ушакова, літак яких зазнав аварії під Проскуровом вже після війни — 29 травня 1945 року. Незабаром у Піонерський сквер перенесли останки ще декількох воїнів-визволителів, що раніше були поховані в інших місцях міста (наприклад, могила полковника Шестакова була спочатку біля кінотеатру ім. Чкалова), а в 1948 році над братською могилою спорудили пам'ятник. У 1974 році була проведена повна реконструкція скверу і братської могили — встановили новий пам'ятник (автори — скульптори Михайло Грицюк і Юлій Синькевич, архітектор Анатолій Сницарев), чашу Вічного вогню і стелу з меморіальною плитою, на якій нанесені імена 17 загиблих воїнів. Першими серед них значаться двоє Героїв Радянського Союзу.